# Nevada Stoody Hayes

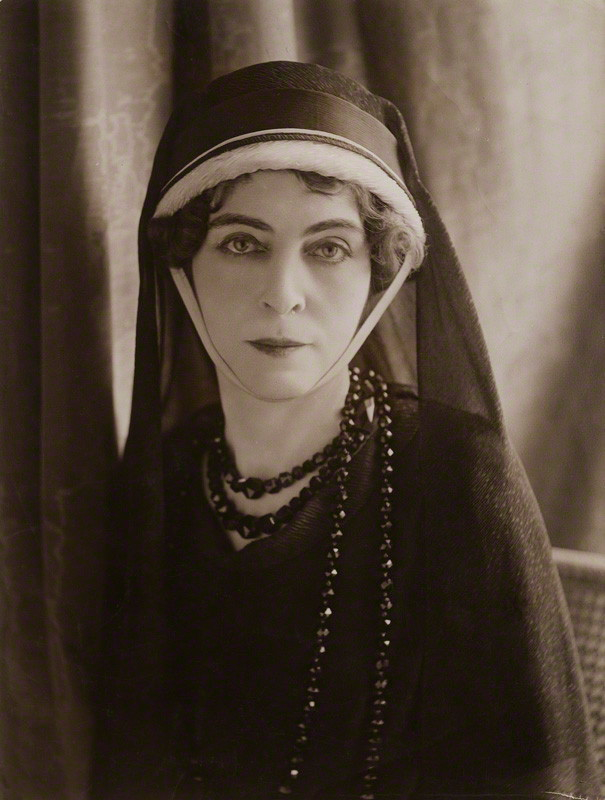
Nevada Stoody Hayes (1920)

Nevada Stoody Hayes (* 21. Oktober 1885 in Sandyville, Ohio; † 11. Juni 1941 in Tampa, Florida) war die Ehefrau von Alfons Heinrich, dem Herzog von Porto. Nach dem Tod Manuel II., dem letzten König von Portugal und Neffe von Alfons Heinrich, beanspruchte sie das Erbe der portugiesischen Königsfamilie, da Manuel II. kinderlos verstarb. Dies brachte sie in Konflikt mit der portugiesischen Regierung.
| Personendaten    | Personendaten                                                      |
| ---------------- | ------------------------------------------------------------------ |
| NAME             | Hayes, Nevada Stoody                                               |
| KURZBESCHREIBUNG | US-amerikanische Ehefrau von Alfons Heinrich, dem Herzog von Porto |
| GEBURTSDATUM     | 21. Oktober 1885                                                   |
| GEBURTSORT       | Sandyville, Ohio                                                   |
| STERBEDATUM      | 11. Juni 1941                                                      |
| STERBEORT        | Tampa, Florida                                                     |